# Foundations of Real‑World Economics
Foundations of Real-World Economics: What Every Economics Student Needs to Know är en bok från 2019 av John Komlos Boken argumenterar att turbulensen under 2000-talet inte kan förstås tillräckligt av konventionell ekonomi som är rotad i 1900-talets idéer. Den inkluderar Dot-Com-bubblan, finanskrisen 2008, uppkomsten av högerpopulism, Covid-pandemin och flera krig.

## Boköversikt
Boken beskriver situationen för dem som lider av de nyliberala ekonomernas ekonomiska politik. Den är kritisk mot dem som förespråkade sänkta skatter och den svältande staten, de som stödde avregleringar som kulminerade i härdsmältan 2008 och de som förespråkade hyperglobalisering som ledde till rustbelt och missnöjets framväxt.
Texten ger en inblick i hur ekonomin faktiskt fungerar för den typiska personen, snarare än hur akademiker föreställer sig att den fungerar i klassrum på högskolan. Den presenterar ett alternativt perspektiv på ekonomin; det visar att Homo economicus-modellen inte fungerar i den verkliga världen. Det visar att oligopol är en mycket bättre beskrivning av dagens multinationella megaföretag än inom den perfekta konkurrensens ramar.
Läroboken visar hur vilseledande det är att tillämpa förenklade modeller på den verkliga världen. Boken innehåller Kahneman för beteendeekonomi, Galbraith för behovet av motverkande makt, Case & Deaton för förtvivlans död, Minsky för finansiell instabilitet, Krugman för ny handelsteori, Rawls för rättvisa, Stiglitz för medelklassens urholkning, Simon på begränsad rationalitet och Veblen på iögonfallande konsumtion. Boken förespråkar en humanistisk ekonomi och för en kapitalism med ett mänskligt ansikte.
Boken har översatts till ryska, tyska, ungerska, rumänska,  och kinesiska.